# Katja Stam
Katja Stam (Emmen (Países Baixos), 3 de outubro de 1998) é uma jogadora de vôlei de praia neerlandesa.

## Carreira
A estreia no campeonato neerlandês de vôlei de praia ocorreu em 2016 , com parceria ao lado de Juliette van Duijnhoven e Mered de Vries, ocupando as dez primeiras colocações; e neste mesmo ano terminou em décimo sétimo posto no Campeonato Europeu de Sub-22 em Salônica com Pleun Ypma.
Em 2017  competiu nos campeonatos nacionais neerlandês com Julia Wouters e Emma Piersma, além do nacional suíço co, Quirine Oosterveld, conquistando com a primeira o título da etapa de Sint Anthonis e o terceiro posto em Werkendam; já pelo campeonato europeu Sub-22 em Baden terminaram na décima sétima posição, e na edição do Campeonato Mundial Sub-21  disputou com Joy Stubbe finalizando na décima sétima posição.
No Circuito Mundial de 2017 esteve ao lado de Emma Piersma na etapa satélite da CEV em Vilnius e no torneio de uma estrela de Aalsmeer; com Annemieke Driessen terminou em quarto na etapa de Hoek van Holland do circuito neerlandês. Foi medalhista de bronze  jogando com Mexime van Driel no Campeonato Europeu Sub-20 em Vulcano. 
Retomou em 2018 a parceria com Julia Wouters quando terminou em quinto nos torneios de uma estrela de Shepparton, vice-campeonato em Langkawi e em nono em Manila, adiante terminaram em nono no duas estrelas de Nanquim e quinto no uma estrela deVaduz. No âmbito nacional alcançaram a quinta posição em algumas etapas.Ainda em 2018 esteve com Emma Piersma no Campeonato Mundial Universitário em Munique, e finalizaram em oitavo lugar  e a nona posição com Mexime van Driel] no Campeonato Europeu Sub-22 em Jūrmala.
O ano de 2019 inicia ao lado de Julia Wouters conquistando pelo circuito nacional o vice-campeonato na etapa de Breda e Flessingue,  o título de Heerlen, Zaanstad e Groningen, quarto posto em Utreque, terceiro posto em Heerlen, Vrouwenpolder eScheveningen, , obtendo um quarto lugar no torneio uma estrela de Gotemburgo e a vigésima primeira colocação no duas estrelas realizado em Aydın, e novamente o segundo lugar no torneio de uma estrela em Baden alcançou o vice-campeonato, o terceiro em Alba Adriatica e Ljubljana, eles terminaram em quarto no uma estrela em Vaduz.
Passou a compor dupla ao lado de Raïsa Schoon em 2020, atuando nas competições nacionais, venceram o torneio em Almelo e Zaanstad, terminaram em segundo em Heerenveen e venceram em Breda e Utreque, e conquistaram o título geral na etapa de Scheveningen.
Disputou o torneio Rainha da Praia em Utreque e venceram o  Confronto das Nações de 2021 em Düsseldorf de forma invicta.E em 2021 qualificaram-se para a edição dos Jogos Olímpicos de Verão de 2020 em Tóquio ao vencer as disputas do Continental Cup.

## Títulos e resultados
- Torneio 1* de Baden do Circuito Mundial de Vôlei de Praia:2019
- Torneio 1* de Langkawi do Circuito Mundial de Vôlei de Praia:2018

- Torneio 1* de Alba Adriatica do Circuito Mundial de Vôlei de Praia:2019
- Torneio 1* de Ljubljana do Circuito Mundial de Vôlei de Praia:2019
- Torneio 1* de Vaduz do Circuito Mundial de Vôlei de Praia:2019
- Circuito Nerlandês de Vôlei de Praia:2020